# Yuli (film)
Pour plus de détails, voir Fiche technique et Distribution.
Yuli est un film espagnol réalisé par Icíar Bollaín, sorti en 2018.
C'est l'adaptation du roman autobiographique No Way Home du danseur de ballet cubain Carlos Acosta.
Il raconte l'histoire d'un danseur cubain, Carlos Acosta, qui va peu à peu devenir l'une des personnes les plus talentueuses du ballet.

## Synopsis
Modèle:Le destin de Carlos Acosta, une légende dans le monde de la danse et le premier danseur noir à avoir interprété certains des rôles les plus célèbres du ballet. L'histoire du danseur qui ne voulait pas danser.

## Fiche technique
- Titre français : Yuli
- Réalisation : Icíar Bollaín
- Scénario : Paul Laverty
- Direction artistique : Maykel Martínez
- Décors : Taimi Ocampo
- Costumes : Jessica Braun et Celia Ledon
- Photographie : Alex Catalán
- Montage : Nacho Ruiz Capillas
- Musique : Alberto Iglesias
- Pays d'origine : Espagne
- Format : Couleurs - 35 mm - 2,35:1 - Dolby Digital
- Genre : biographie, drame
- Durée : 115 minutes
- Dates de sortie :
  - Espagne : 23 septembre 2018 (Festival international du film de Saint-Sébastien 2018), 14 décembre 2018 (sortie nationale)
  - France : 17 juillet 2019

## Distribution
- Carlos Acosta : lui-même, adulte
- Santiago Alfonso : Pedro Acosta
- Keyvin Martínez : Carlos Acosta (jeune)
- Edlison Manuel Olbera Núñez : Carlos Acosta (enfant)
- Laura De la Uz : Maestra Chery
- Yerlín Pérez : María

## Sortie

### Accueil critique
En France, le site Allociné recense une moyenne des critiques presse de 3,4/5.

## Distinctions

### Récompense
- Prix Platino 2019 : meilleure musique

### Sélections
- Festival international du film de Saint-Sébastien 2018 : compétition officielle
- Festival du film espagnol Cinespaña de Toulouse 2019 : section Panorama

### Nominations
- 33e cérémonie des Goyas :
  - meilleur espoir masculin pour Carlos Acosta
  - meilleur scénario adapté pour Paul Laverty
  - meilleure musique originale pour Alberto Iglesias
  - meilleure photographie pour Álex Catalán
  - meilleur son pour Eva Valiño, Pelayo Gutiérrez et Alberto Ovejero